# Radi sčast'ja
Radi sčast'ja (Ради счастья) è un film muto del 1916 diretto da Pёtr Čardynin.